# Ход сардин

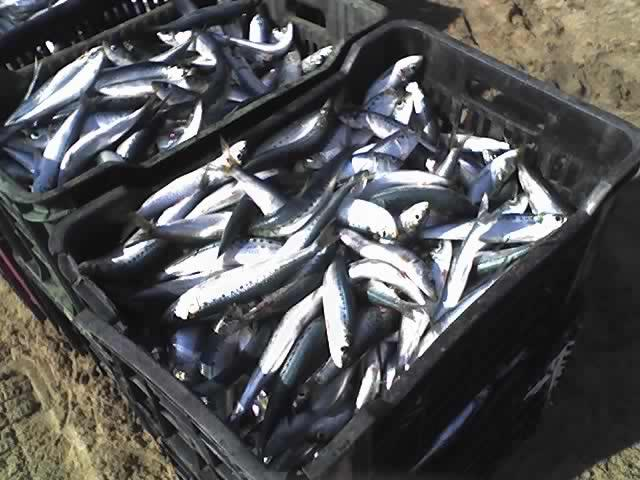
Сардины, выловленные у Аманзимтоти в Южной Африке

Ход сардин, бег сардин — природное явление, наблюдающееся с конца мая по конец июля у юго-восточного берега ЮАР, когда огромные косяки сардин (точнее южноафриканская сардина Sardinops sagax) нерестятся в прохладных водах у Игольного мыса, плывут на север вдоль берегов Восточной Капской провинции и провинции Квазулу-Натал и после Дурбана уходят в океан. Событие популярно у любителей погружения с аквалангом и снорклинга.
Миллионы рыб начинают ход вместе с движением холодных водных масс на север от Игольного мыса к берегам Мозамбика и затем на восток в Индийский океан. По оценкам, биомасса хода сардин может сравниться с великой миграцией гну в Восточной Африке. О природе феномена известно мало. Предполагается, что для начала миграции температура воды должна опуститься ниже 21 °C. И если этого не происходит, то холодолюбивые сардины остаются в прохладных южных водах, как это произошло в 2003 году.
Размеры косяков составляют более 7 км в длину, 1,5 км в ширину и 30 м в глубину, из-за чего за процессом можно наблюдать как с самолёта, так и с берега. Огромное количество мигрирующих сардин позволяет хищным рыбам вволю насытиться. При наличии опасности сардины сбиваются в косяк. Это инстинктивное поведение, поскольку в одиночку быть съеденным более вероятно, чем в стае. Сардины держатся в таких клубках (англ. bait-ball), диаметр которых составляет 10-20 м, около 10 минут.
Дельфины (обыкновенные и афалины), число которых оценивается в 18 тысяч, используют такое поведение сардин. Они отжимают от основного косяка сбившуюся в шар группу сардин и поднимают её ближе к поверхности, где съедают их. Возможностью сытно поесть также пользуются капский морской котик, акулы (тёмная, чернопёрая, серая, молотоголовые, акула-бык, белая акула), другие хищные рыбы и даже киты (полосатик Брайда). Среди птиц — олуши, баклановые, крачковые и чайковые.